# Dronning Ingrids Hospital

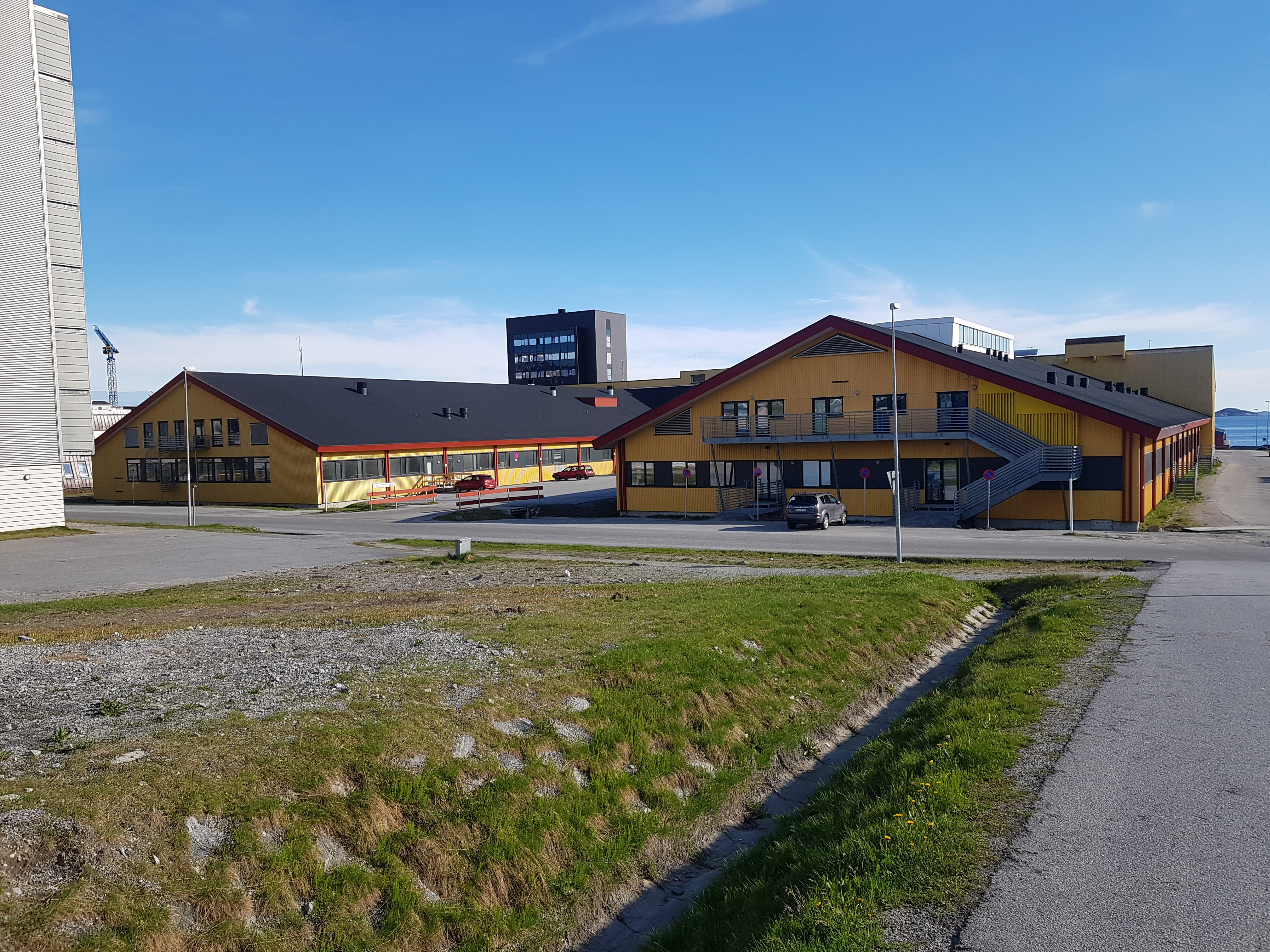
Dronning Ingrids Hospital (2022)

Das Dronning Ingrids Hospital (grönländisch Dronning Ingridip Napparsimmavissua, häufig Sana genannt) ist das Landeskrankenhaus Grönlands und befindet sich in Nuuk.

## Geschichte
1952 besuchte die dänische Königsfamilie Grönland. Königin Ingrid war so von der Verbreitung von Tuberkulose in Grönland erschüttert, dass sie die Errichtung eines Sanatoriums veranlasste. Der Bau begann am 1. April 1953 und nach anderthalb Jahren Bauzeit konnte am 31. Oktober 1954 das Dronning Ingrids Sanatorium eingeweiht werden. Das Sanatorium verfügte anfangs über 211 Plätze und konnte damit knapp 1 % der damaligen grönländischen Bevölkerung beherbergen. Der Kampf des Sanatoriums und des Tuberkuloseschiffs Misigssût war so erfolgreich, dass bereits im April 1957 die Kinderabteilung des Sanatoriums geschlossen werden konnte. Bei der ersten Durchuntersuchung der Bevölkerung im Juni 1956 waren noch 1712 Menschen (7,7 Prozent der Gesamtbevölkerung) mit aktiver, behandlungsbedürftiger Tuberkulose erkannt worden.
1959 wurde die Institution schließlich vom Tuberkulosesanatorium in das grönländische Landeskrankenhaus umgewandelt und erhielt seinen heutigen Namen. Der noch heute gebräuchliche umgangssprachliche Name Sana bezieht sich auf die alte Funktion des Krankenhauses.
1979 wurde das Krankenhaus stark ausgebaut. Von 2006 bis 2012 erfolgte ein weiterer Ausbau mit unter anderem einem neuen Patientenhotel und einer neuen Notaufnahme.